# 잔토필

크립토잔틴의 화학 구조식

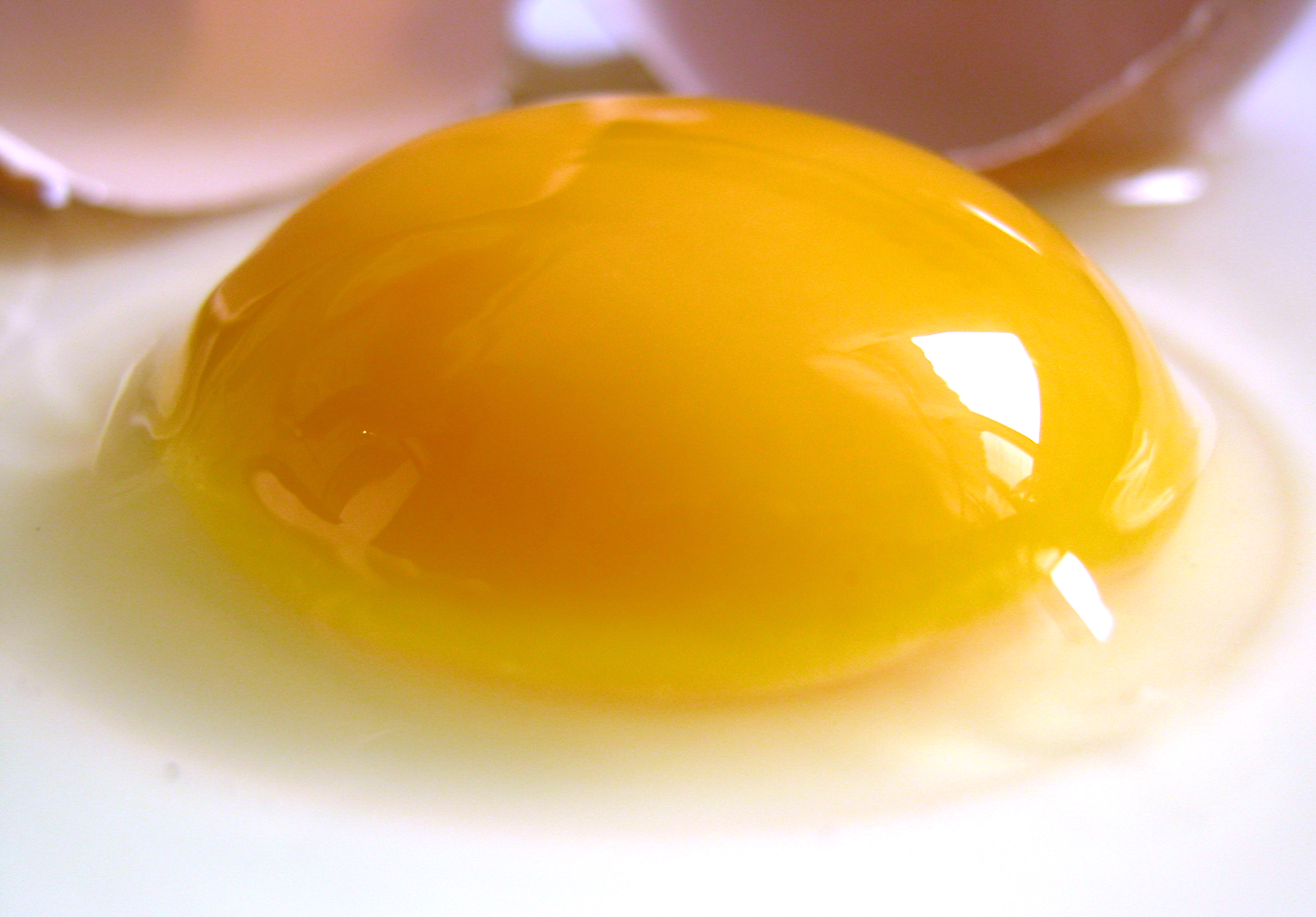
난황의 색은 잔토필 카로티노이드 루테인과 제아잔틴의 색이다.

잔토필(xanthophylls, 원래는 phylloxanthins)은 황색의 안료로서 자연에서 광범위하게 발견된다. 그 이름은 잎 색소의 초기 크로마토그래피에서 볼 수 있는 황색 띠 때문에 그리스어 xanthos (ξανθός, "황색")와 phyllon (φύλλον, "잎")에서 유래한 것이다.

## 분자 구조
잔토필의 분자 구조는 카로틴과 유사하지만 잔토필은 산소 원자를 함유하고 카로틴은 산소가 없는 순수 탄화수소이다.
잔토필은 수산기 또는 다리 역할을 하는 산소 원자 (에폭시드)로 치환 된 수소 원자 쌍을 가지고 있고, 이로써 산소를 함유하게 된다.
이러한 이유로, 이들은 탄화수소 카로틴보다 더 극성이 높으며, 크로마토그래피의 여러 유형에서 카로틴과의
분리를 가능하게 하는 차이점이 있다. 일반적으로 카로틴은 잔토필보다 오렌지색이다.

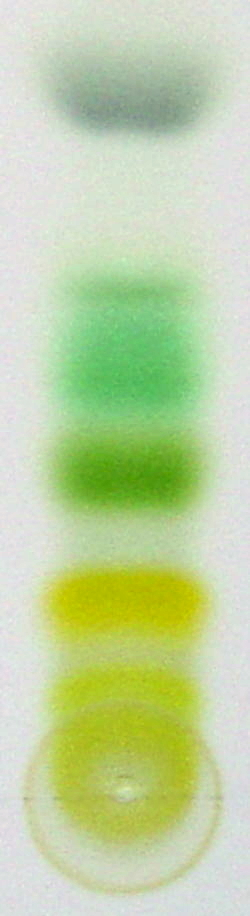
박층 크로마토그래피는 식물 추출물의 성분을 분리하기 위해 사용되며, 크로마토그래피 상에 분리된 것을 보고 식물 안료에 이름을 붙이게 된다. 식물 잔토필은 녹색 아래의 밝은 노란색 밴드를 형성한다.

## 자연에서의 존재 및 쓰임
다른 카로티노이드와 마찬가지로, 잔토필은 대부분의 녹색 식물 잎에서 가장 많이 발견되며, 빛 에너지를 조절하고 광합성에서 높은 광 레벨에서 과잉 생산되는 삼중 엽록소(엽록소의 들뜬 상태)를 다루기 위한 비광화학적 에이전트로 사용될 수 있다. 동물의 체내와 동물성 식품에서 발견되는 잔토필은 궁극적으로 식물을 섭취를 통해서 유입된 것이다. 예를 들어, 닭 계란 노른자, 지방 및 피부의 황색은 섭취된 잔토필류에서 유래한 것이다.(주로 루테인이 여기에 해당하며, 색을 내기위한 목적으로 위해 닭 사료에 자주 첨가된다)
눈의 망막에 있는 황반(황색 반점)이 황색인 이유는 루테인과 제아잔틴이 존재하기 때문이며, 두 종의 잔토필은 음식으로 섭취해야만 눈에 존재할 수 있다. 이 잔토필은 이온화 청색광 및 자외선을 흡수하여, 눈을 보호한다. 이 두 가지 특정 잔토필은 레티날(retinaldehyde 또는 비타민 A 알데하이드라고도 함)으로 전환될 수 없으므로 시력의 메커니즘에서 기능하지 않는다. 이 잔토필들의 배열은, 빛의 편광을 감지할 수 있는 광학적 현상인 Haidinger의 브러시의 작동 원리로 여겨진다.

## 잔토필 화합물의 종류
잔토필류는 루테인, 제아잔틴, 네오잔틴, 바이올라잔틴, 플라보잔틴. α- 및 β-크립토잔틴을 포함한다. 후자의 화합물은 베타-이오논(beta-ionone) 고리를 포함하고있는 유일한 알려진 잔토필이며, 따라서 β-크립토잔틴은 포유류에서 프로 비타민 A 활성을 갖는 것으로 알려진 유일한 잔토필이다. 그럼에도 불구하고, 베타-이오논을 함유한 카로티노이드로부터 레티날을 만드는 효소를 보유하고 있는, 식물을 먹는 포유 동물에게만 비타민이다.(일부 육식 동물은 이 효소가 없다)
포유류 이외의 종에서, 특정 잔토필은 시력에서 직접 기능하는 수산화된 레티날 유사체로 전환될 수 있다. 예를 들어 특정 파리를 제외하고 대부분의 곤충은 시각 활동을 위해 3-하이드록시 레티날의 R-이성질체를 생성하는 잔토필을 사용하며, 이는 크립토잔틴과 기타 잔토필류(루테인 및 제아잔틴과 같은)가 "비타민 A"와 같이 작용할 수 있다는 의미이다. 반면에 카로틴(베타 카로틴과 같은)은 그렇지 않다.